# Xysticus chippewa
Xysticus chippewa là một loài nhện trong họ Thomisidae.
Loài này thuộc chi Xysticus. Xysticus chippewa được Willis J. Gertsch miêu tả năm 1953.